# Дашівська селищна рада
Да́шівська се́лищна ра́да — адміністративно-територіальна одиниця та орган місцевого самоврядування в Іллінецькому районі Вінницької області. Адміністративний центр — селище міського типу Дашів.

## Загальні відомості
Дашівська селищна рада утворена в 1956 році.
- Територія ради: 7,54 км²
- Населення ради: 3 943 особи (станом на 1 січня 2013 року)
- Територією ради протікає річка Соб

## Населені пункти
Селищній раді були підпорядковані населені пункти:
- смт Дашів

## Склад ради
Рада складалась з 21 депутата та голови.
- Голова ради: Тітаренко Сергій Володимирович
- Секретар ради: Войченко Світлана Володимирівна

### Керівний склад попередніх скликань
| Прізвище, ім'я, по батькові    | Основні відомості                                                                                 | Дата обрання | Дата звільнення |
| ------------------------------ | ------------------------------------------------------------------------------------------------- | ------------ | --------------- |
| Тітаренко Сергій Володимирович | Селищний голова, 1969 року народження, освіта вища, член Всеукраїнського об'єднання «Батьківщина» | 26.03.2006   | 31.10.2010      |
| Тітаренко Сергій Володимирович | Селищний голова, 1969 року народження, освіта вища, член Всеукраїнського об'єднання «Батьківщина» | 31.10.2010   |                 |

Примітка: таблиця складена за даними сайту Верховної Ради України

### Депутати
За результатами місцевих виборів 2010 року депутатами ради стали:

#### За суб'єктами висування
| Суб'єкт висування | Кількість обраних депутатів | %   |
| ----------------- | --------------------------- | --- |
| Самовисування     | 21                          | 100 |

#### За округами
| № округу | Прізвище, ім'я, по батькові     | Дата визнання обраним | Освіта             | Партійна приналежність                        | Відомості про обраного депутата                |
| -------- | ------------------------------- | --------------------- | ------------------ | --------------------------------------------- | ---------------------------------------------- |
| 1        | Монастирська Наталя Іванівна    | 01.11.2010            | середня спеціальна | член Партії регіонів                          | Дашівський будинок культури, директор          |
| 2        | Серветник Ольга Володимирівна   | 01.11.2010            | середня спеціальна | позапартійна                                  | загальноосвітня школа І-ІІІ ст., бібліотекар   |
| 3        | Кубич Микола Пилипович          | 01.11.2010            | вища               | позапартійний                                 | селищна рада, землевпорядник                   |
| 4        | Кирпач Олексій Павлович         | 01.11.2010            | вища               | позапартійний                                 | пенсіонер                                      |
| 5        | Шипович Василь Андрійович       | 01.11.2010            | вища               | позапартійний                                 | загальноосвітня школа І-ІІІ ст., директор      |
| 6        | Юрченко Валеріан Федорович      | 01.11.2010            | середня спеціальна | позапартійний                                 | пенсіонер                                      |
| 7        | Скоморох Ніна Володимирівна     | 01.11.2010            | середня спеціальна | позапартійна                                  | загальноосвітня школа І-ІІІ ст., вчитель       |
| 8        | Почуйко Володимир Сергійович    | 01.11.2010            | середня спеціальна | позапартійний                                 | Дашівський ремпобудбут, директор               |
| 9        | Тихонюк Михайло Григорович      | 01.11.2010            | вища               | член Політичної партії «Наша Україна»         | школа-інтернат, вчитель                        |
| 10       | Фільваркова Світлана Юріївна    | 01.11.2010            | вища               | позапартійна                                  | селищна рада, юрист                            |
| 11       | Бабіненко Оксана Василівна      | 01.11.2010            | вища               | позапартійна                                  | тимчасово не працює                            |
| 12       | Линник Ніна Миколаївна          | 01.11.2010            | вища               | позапартійна                                  | школа-інтернат, директор                       |
| 13       | Крилата Катерина Іванівна       | 01.11.2010            | вища               | член Всеукраїнського об'єднання «Батьківщина» | школа-інтернат, вчитель                        |
| 14       | Власюк Федір Володимирович      | 01.11.2010            | вища               | позапартійний                                 | пенсіонер                                      |
| 15       | Войченко Світлана Володимирівна | 01.11.2010            | вища               | позапартійна                                  | тимчасово не працює                            |
| 16       | Хоменко Наталя Степанівна       | 01.11.2010            | вища               | член Партії регіонів                          | школа-інтернат, бухгалтер                      |
| 17       | Позиченюк Віра Анатоліївна      | 01.11.2010            | вища               | член Всеукраїнського об'єднання «Батьківщина» | Дашівська бібліотека, бібліотекар              |
| 18       | Пилипенко Клавдія Григорівна    | 01.11.2010            | середня            | позапартійна                                  | пенсіонер                                      |
| 19       | Бондаренко Наталя Володимирівна | 01.11.2010            | середня спеціальна | член Партії регіонів                          | Дашівський будинок культури, художній керівник |
| 20       | Чорномаз Оксана Миколаївн       | 01.11.2010            | вища               | член Партії регіонів                          | дитячий виховний заклад № 1, завідувачка       |
| 21       | Баранець Ваалентина Григорівна  | 01.11.2010            | вища               | член Всеукраїнського об'єднання «Батьківщина» | аптека № 3, завідувачка                        |